# Nová Ves (Zámrsk)

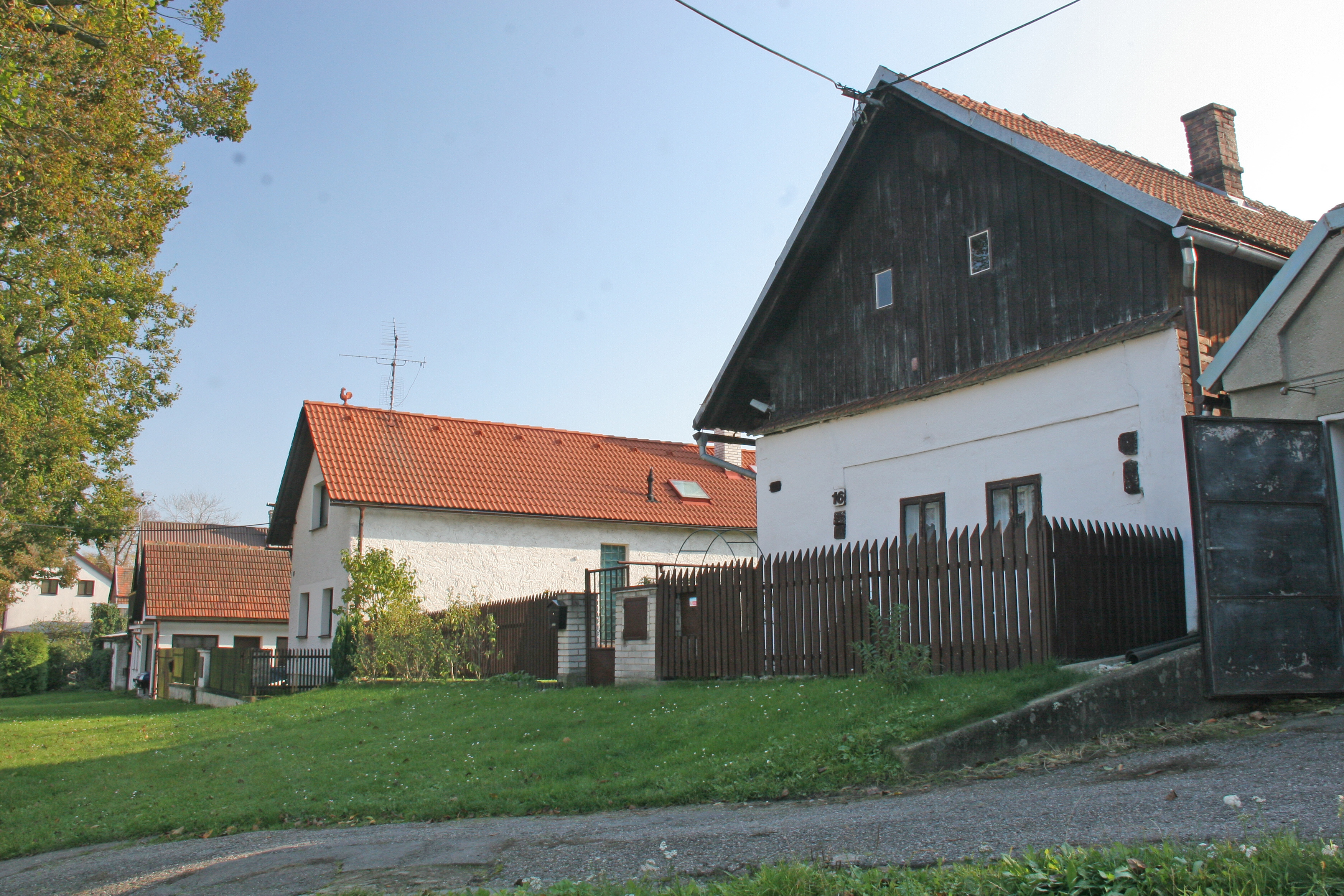
Dorfstraße

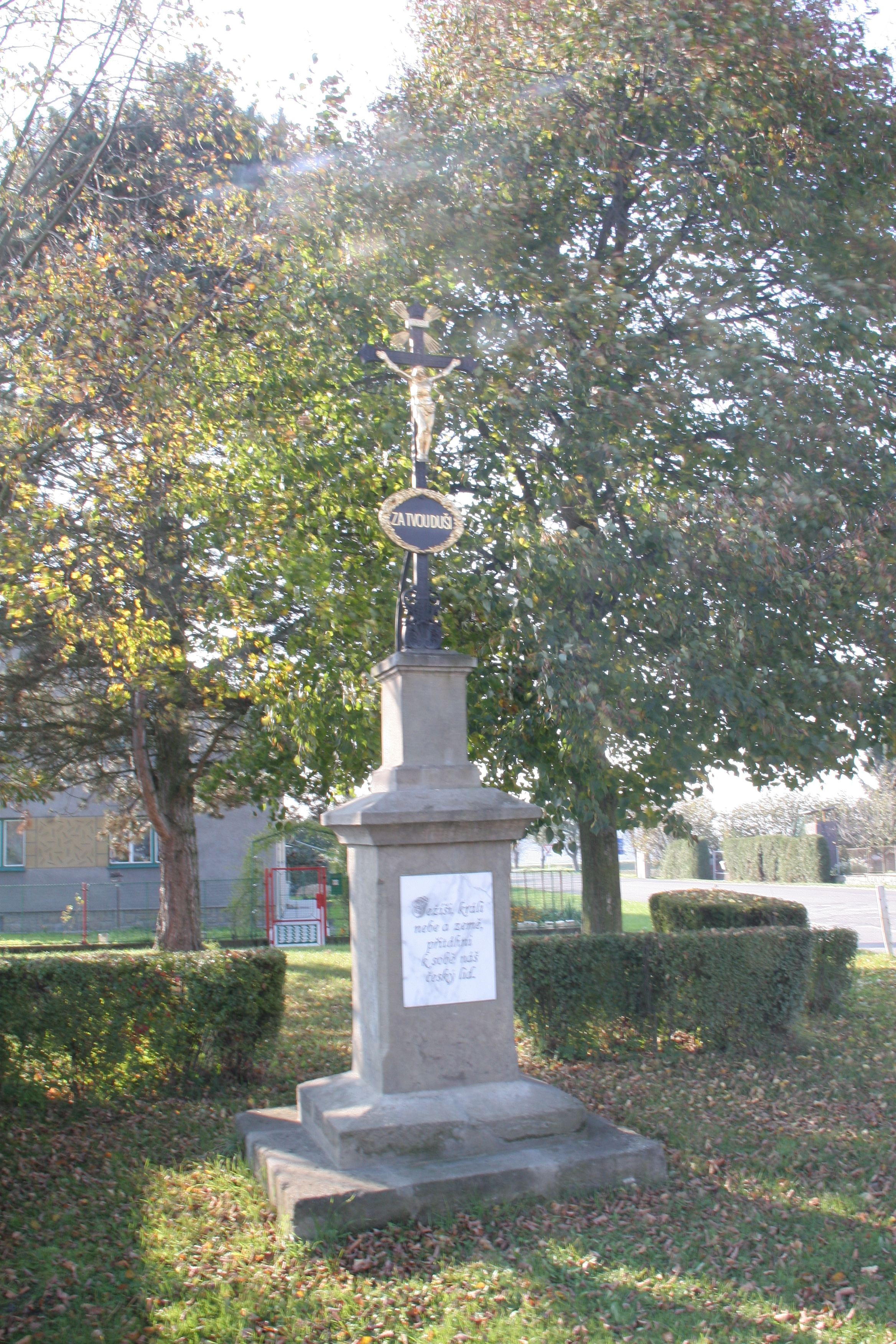
Kreuz

Nová Ves (deutsch Neudorf) ist ein Ortsteil der Gemeinde Zámrsk in Tschechien. Er liegt fünf Kilometer nordwestlich von Vysoké Mýto und gehört zum Okres Ústí nad Orlicí.

## Geographie
Nová Ves befindet sich linksseitig der Loučná auf der Choceňská tabule (Chotzener Tafel). Am westlichen Ortsrand verläuft die Staatsstraße I/35 / E 442 zwischen Holice und Vysoké Mýto, von der dort die I/17 nach Hrochův Týnec abzweigt. Im Südwesten erheben sich der Kamenec (337 m n.m.) und die Homole (304 m n.m.). Südlich des Dorfes befindet sich ein bachdurchflossener Grund mit einer Kaskade von fünf Teichen.
Nachbarorte sind Rzy und Dobříkov im Norden, Zámrsk und Slatina im Osten, Šnakov, Lipová und Vysoké Mýto im Südosten, Vrchy und Sedlec im Süden, Svatý Mikuláš und Stradouň im Südwesten, Opočno, Malejov und Radhošť im Westen sowie Žíka, Janovičky und Nádraží Zámrsk im Nordwesten.

## Geschichte
Nová Ves wurde nach 1780 durch den Besitzer des Gutes Zámrsk, Georg Jenik Zásadský, Ritter von Gamsendorf, gegenüber von Zámrsk an der Straße nach Janovičky gegründet. Die erste schriftliche Erwähnung des Dorfes erfolgte im Jahre 1787.
Im Jahre 1835 bestand das im Chrudimer Kreis gelegene Dorf Neudorf bzw. Nowawes aus 33 Häusern, in denen 183 Personen lebten. Von Zamrsk war das Dorf nur durch eine Brücke über die Loučná getrennt. Im Ort gab es ein Wirtshaus. Pfarrort war Zamrsk. Bis zur Mitte des 19. Jahrhunderts blieb das Dorf dem Allodialgut Zamrsk untertänig.
Nach der Aufhebung der Patrimonialherrschaften bildete Nová Ves ab 1849 einen Ortsteil der Gemeinde Zámrsk im Gerichtsbezirk Hohenmauth. Ab 1868 gehörte das Dorf zum politischen Bezirk Hohenmauth. 1869 hatte Nová Ves 215 Einwohner und bestand aus 36 Häusern. Seit dem Ende des 19. Jahrhunderts entstanden weitere Häuser um das Wirtshaus an der Poststraßen-Kreuzung. Im Jahre 1900 lebten in Nová Ves 185 Menschen, 1910 waren es 199. Anlässlich des 60. Jubiläums der Regentschaft des Kaisers Franz Joseph I. wurde im alten Teil von Nová Ves eines Kaiserlinde gepflanzt, nach der die Ortslage auch Lipová genannt wurde. Im Jahre 1930 hatte das Dorf 238 Einwohner. Die Brücke über die Loučná nach Zámrsk wurde 1959 neu gebaut. 1960 wurde Nová Ves dem Okres Ústí nad Orlicí zugeordnet. Beim Zensus von 2001 lebten in den 67 Häusern von Nová Ves 222 Personen. Heute wird Nová Ves von der Staatsstraße westlich umfahren.

## Ortsgliederung
Der Ortsteil Nová Ves ist Teil des Katastralbezirkes Zámrsk.
Nová Ves wird traditionell in die Ortslagen Stráň bzw. Lipová – das alte Dorf entlang der Straße nach Janovičky – und Horní strana – die neue Siedlung an der früheren Staatsstraßenkreuzung unterteilt.

## Sehenswürdigkeiten
- Gusseisernes Kreuz auf hohem Steinsockel, an der alten Poststraßenkreuzung
- Speicher des Gehöftes Nr. 26